# Clément Wenceslas de Saxe
Clément Wenceslas de Saxe (Klemens Wenzel von Sachsen), né le 28 septembre 1739 et mort le 27 juillet 1812, est un prélat catholique et le plus jeune fils du roi Auguste III de Pologne et de Marie-Josèphe d'Autriche.
Il est le frère - entre autres - de la dauphine Marie-Josèphe, de Marie-Amélie, épouse de Charles III d'Espagne et de Marie-Anne épouse de l'Electeur Maximilien III Joseph de Bavière, du duc Albert de Saxe-Teschen, gouverneur des Pays-Bas autrichiens à partir de 1780 et du prince Xavier de Saxe régent de l'Electorat pendant la minorité de leur neveu Frédéric-Auguste III. Par eux, il est l'oncle des rois Louis XVI de France, Charles IV d'Espagne et Ferdinand IV de Naples, de l'impératrice Germanique née Marie-Louise d'Espagne et de la reine de Sardaigne née Clotilde de France, le grand-oncle de l'empereur François Ier d'Autriche, l'arrière grand-oncle de l'impératrice des Français Marie Louise d'Autriche et l'arrière-arrière grand-oncle du Roi de Rome.

## Biographie
Devenu l'un des huit électeurs de l'Empire en accédant à l'archevêché de Trèves (1768), il accepte d'être le parrain du fils du comte de Metternich, Klemens Wenzel von Metternich, qui sera chancelier d'Autriche de 1811 à 1848. Il sera également le parrain de sa petite-nièce Marie-Clémentine d'Autriche née en 1777. En 1769, malgré l'interdiction formulée par le Concile de Trente, il cumule les fonctions et les titres de prince-archevêque-électeur de Trêves avec celui de prince-évêque d'Augsbourg.
Il publie en 1784 un édit de tolérance en faveur de ses sujets protestants.
Coblence étant, depuis le siècle précédent, le lieu de résidence des souverains trévirois, il y fait bâtir un nouveau château sur  le Rhin (1778/1786) et le théâtre municipal de Coblence. Il y accueille sa soeur, la princesse Cunégonde de Saxe, abbesse de Thorn, qui y fait officieusement fonction de première Dame de la cour.

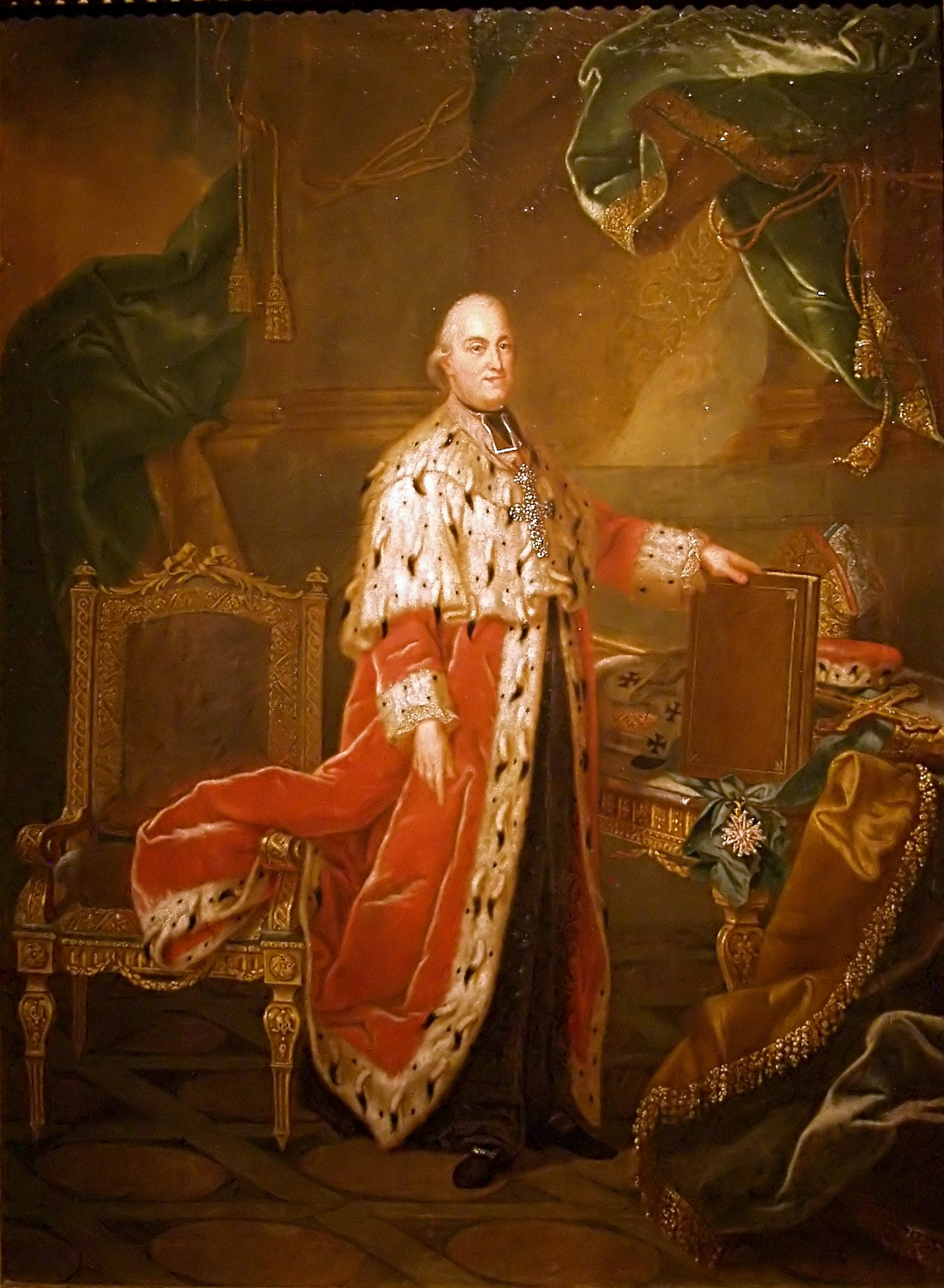
Portrait du prince-archevêque Clément-Wenceslas de Saxe.
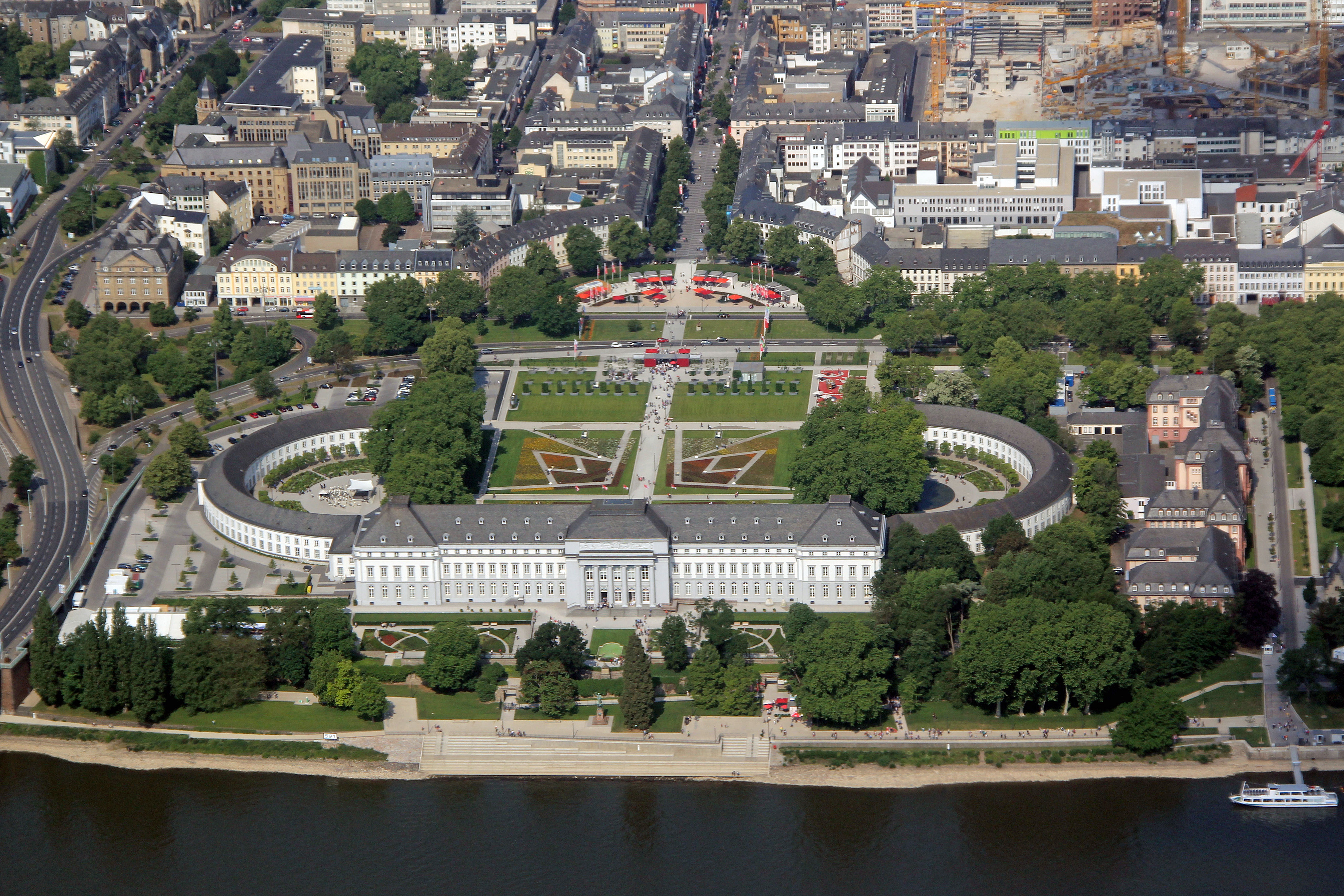
Le palais de l'archevêque.
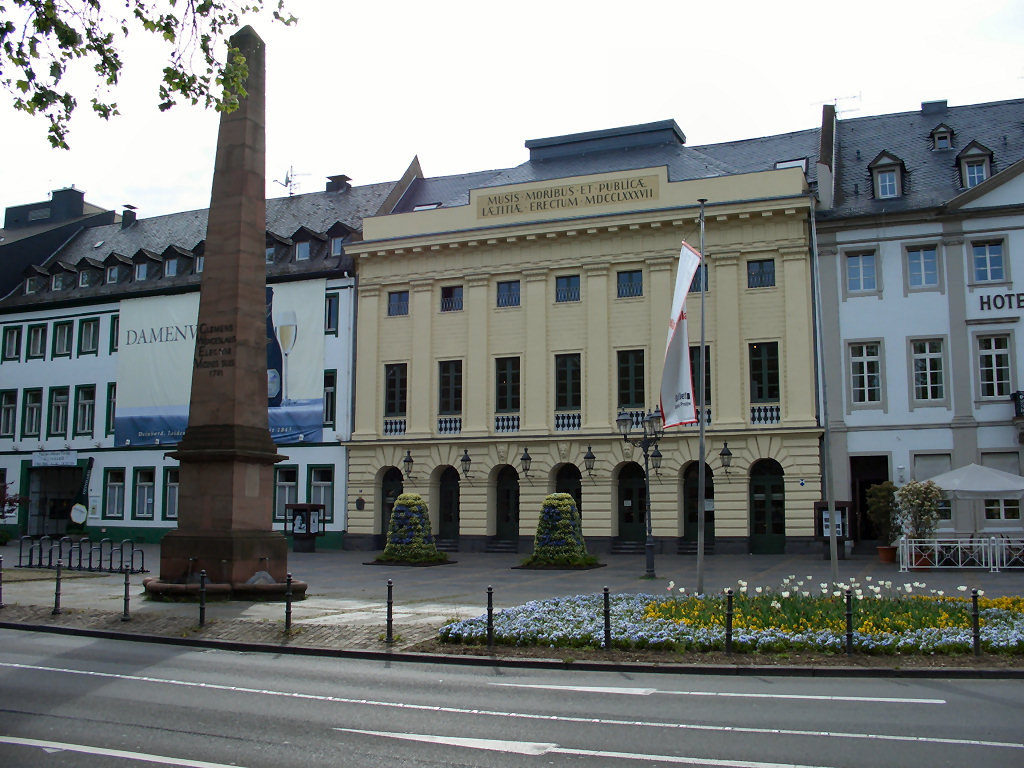
Le Théâtre de Coblence.
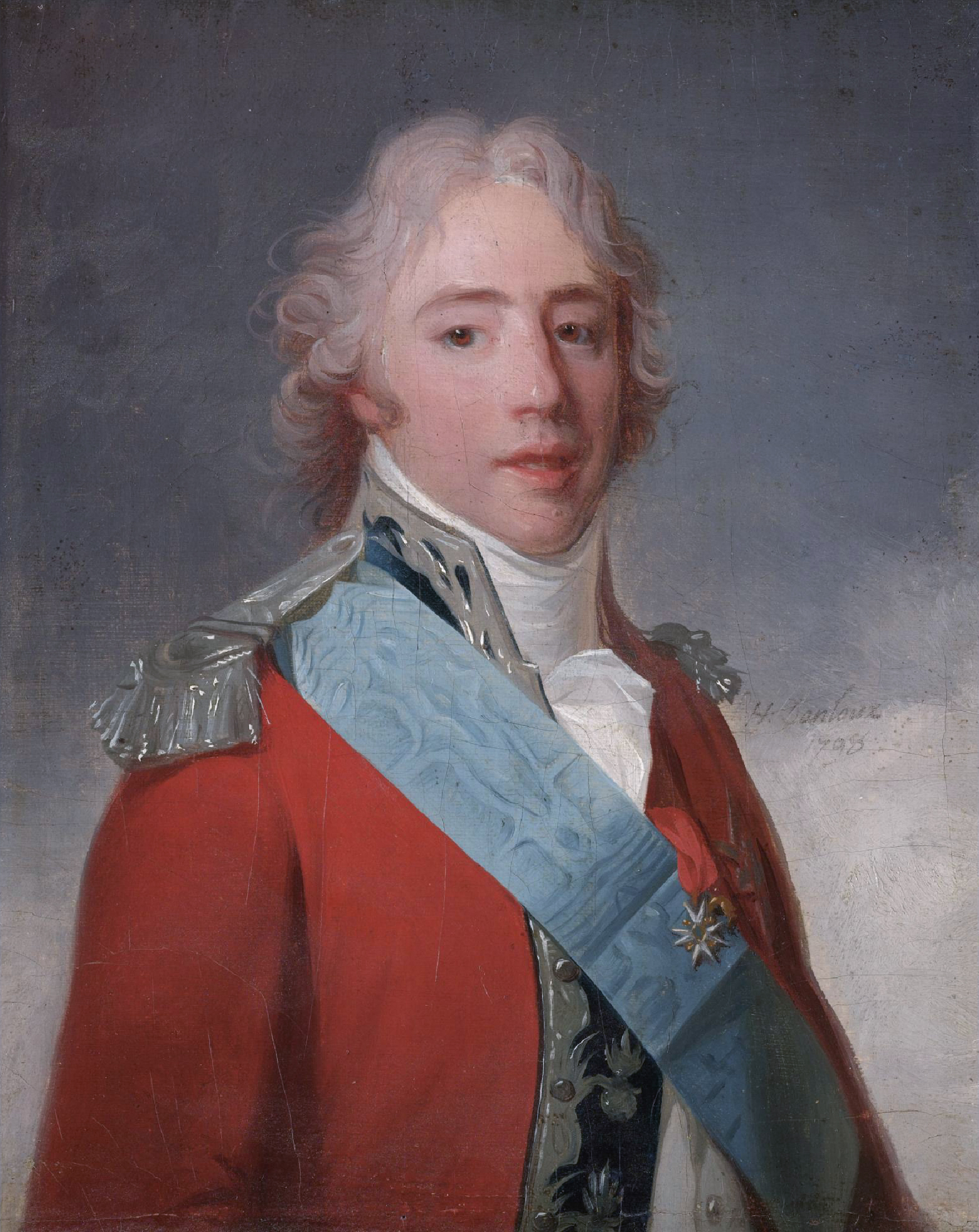
Le comte d'Artois, neveu français de l'archevêque et leader de la contre-révolution.

En 1790 et 1792, il donne son vote au candidat Habsbourg-Lorraine lors de l'élection au trône impérial. Il est vrai que Léopold II du Saint-Empire est un neveu par alliance du prélat mais aussi le frère de la reine de France dont l'époux est un neveu de l'archevêque. Le futur François Ier d'Autriche, fils de Léopold, est également lié par des liens très étroits au prince-archevêque-électeur.
En tant qu'archevêque de Trèves, les diocèses de Metz, Toul, Verdun, Nancy et Saint-Dié ainsi que la partie française de l'archidiocèse de Trèves relèvent de sa province ecclésiastique : il s'oppose donc, en décembre 1790, à la constitution civile du clergé et interdit de recevoir les sacrements, hormis l'extrême-onction, donnés par les prêtres constitutionnels ou exerçant hors des limites de leur ancien diocèse.
Il accueille son neveu le comte d'Artois, sa famille et sa suite, qui s'exilent dès le début de la Révolution française. Coblence devient le lieu de rassemblement des contre-révolutionnaires français et excite l'ire du gouvernement et du peuple parisiens. En France, le seul nom de cette ville au confluent de la Moselle et du Rhin symbolise la contre-révolution.
Le prélat doit fuir devant l'avancée des troupes françaises le 7 octobre 1794, et se réfugie dans sa principauté d'Augsbourg. La principauté de Trèves est annexé par la France.
Clément-Wenceslas de Saxe meurt en 1812 dans sa résidence d'été.